# Матрица Кирхгофа
Матрица Кирхгофа — одно из представлений конечного графа с помощью матрицы. Матрица Кирхгофа представляет дискретный оператор Лапласа для графа. Она используется для подсчёта остовных деревьев данного графа (матричная теорема о деревьях), а также в спектральной теории графов.

## Определение
Дан простой граф {\displaystyle G} с {\displaystyle |V(G)|=n} вершинами. Тогда матрица Кирхгофа {\displaystyle K=(k_{i,j})_{n\times n}} данного графа будет определяться следующим образом:
{\displaystyle k_{i,j}:={\begin{cases}\deg(v_{i}),&{\text{если}}\ i=j,\\-1,&{\text{если}}\ (v_{i},v_{j})\in E(G),\\0&{\text{иначе}}.\end{cases}}}
Также матрицу Кирхгофа можно определить как разность матриц 
{\displaystyle K=D-A,}
где {\displaystyle A} — это матрица смежности данного графа, а {\displaystyle D=(d_{i,j})_{n\times n}} — матрица, на главной диагонали которой степени вершин графа, а остальные элементы — нули:
{\displaystyle d_{i,j}:={\begin{cases}\deg(v_{i}),&{\text{если}}\ i=j,\\0&{\text{иначе}}.\end{cases}}}
Если граф является взвешенным, то определение матрицы Кирхгофа обобщается. В этом случае элементами главной диагонали матрицы Кирхгофа будут суммы весов рёбер, инцидентных соответствующей вершине. Для смежных (связанных) вершин {\displaystyle k_{i,j}=-c(v_{i},v_{j})}, где {\displaystyle c(v_{i},v_{j})} — это вес (проводимость) ребра. Для различных не смежных (не связанных) вершин полагается {\displaystyle k_{i,j}=0}.
{\displaystyle k_{i,j}:={\begin{cases}\sum \limits _{\begin{smallmatrix}u\in V(G)\\(v_{i},u)\in E(G)\end{smallmatrix}}\!\!\!\!\!\!c(v_{i},u),&{\text{если}}\ i=j,\\-c(v_{i},v_{j}),&{\text{если}}\ (v_{i},v_{j})\in E(G),\\0&{\text{иначе}}.\end{cases}}}
Для взвешенного графа матрица смежности {\displaystyle A} записывается с учётом проводимостей рёбер, а на главной диагонали матрицы {\displaystyle D} будут суммы проводимостей рёбер инцидентных соответствующим вершинам:
{\displaystyle d_{i,j}:={\begin{cases}\sum \limits _{\begin{smallmatrix}u\in V(G)\\(v_{i},u)\in E(G)\end{smallmatrix}}\!\!\!\!\!\!c(v_{i},u),&{\text{если}}\ i=j,\\0&{\text{иначе}}.\end{cases}}}

## Пример
Пример матрицы Кирхгофа простого графа.
| Помеченный граф | Матрица Кирхгофа |
| --------------- | --- |
|                 | {\displaystyle \left({\begin{array}{rrrrrr}2&-1&0&0&-1&0\\-1&3&-1&0&-1&0\\0&-1&2&-1&0&0\\0&0&-1&3&-1&-1\\-1&-1&0&-1&3&0\\0&0&0&-1&0&1\\\end{array}}\right)} |

## Свойства
- Сумма элементов каждой строки (столбца) матрицы Кирхгофа равна нулю:
{\displaystyle \sum _{i=1}^{|V(G)|}k_{i,j}=0.}
- Определитель матрицы Кирхгофа равен нулю:
{\displaystyle \det K=0.}
- Матрица Кирхгофа простого графа симметрична:
{\displaystyle k_{i,j}=k_{j,i}\quad i,j=1,\ldots ,|V(G)|.}
- Все алгебраические дополнения {\displaystyle K_{(ij)}} симметричной матрицы Кирхгофа равны между собой — постоянная матрицы Кирхгофа. Для простого графа значение данной постоянной совпадает с числом всех возможных остовов графа (см. Матричная теорема о деревьях).
- Если взвешенный граф представляет собой электрическую сеть, где вес каждого ребра соответствует его проводимости, то миноры матрицы Кирхгофа позволяют вычислить резистивное расстояние {\displaystyle R_{ij}} между точками {\displaystyle i} и {\displaystyle j} данной сети:
{\displaystyle R_{ij}={\frac {K^{(i,j)}}{K_{(ij)}}}}, здесь {\displaystyle K_{(ij)}} — постоянная (алгебраическое дополнение) матрицы Кирхгофа, а {\displaystyle K^{(i,j)}} — алгебраическое дополнение 2-го порядка, то есть определитель матрицы, получающейся из матрицы Кирхгофа вычеркиванием двух строк и двух столбцов {\displaystyle i,j}.
- Существует алгоритм восстановления матрицы Кирхгофа по матрице сопротивлений {\displaystyle R_{ij}}.
- 0 является собственным значением матрицы (соответствующий собственный вектор — все единицы), кратность его равна числу связных компонент графа.
- Остальные собственные значения положительны. Второе по малости значение Фидлер[англ.] назвал индексом связности графа, соответствующий собственный вектор — вектор Фидлера (не путать с индексом связности графа Рандича).